# 새한그룹
새한그룹(영어: Saehan Group)은 1973년 이창희에 의해 창업되었던 재벌집단으로 학생복, 비디오테이프, 오디오테이프, 스판덱스(섬유소재) 등을 주로 만들었지만 무리한 확장으로 1997년 대한민국의 IMF 구제금융 요청 이후 계열사가 모두 매각되거나 청산되어 역사 속으로 사라졌다.

## 창업
삼성그룹의 창업주인 이병철 회장의 차남 이창희가 창업했으며 이영자 회장과 이재관 부회장은 새한 창업주의 부인과 장남이었다.
이창희는 1967년 삼성그룹을 떠나면서 새한미디어를 세웠으며 1973년에 새한종합개발, 새한콘크리트 등을 묶어 새한미디어그룹을 만들었다. 그러나, 1991년 혈액암으로 갑작스럽게 세상을 떠났고 이후 씨티은행 서울지점에서 근무하던 이재관 부회장이 새한그룹을 물려받으면서 삼성그룹이 보유한 제일합섬 지분을 넘겨받아 1995년 삼성그룹에서 완전히 떨어져 나왔다.
1997년 당시 계열사 12개를 거느린 재계 순위 20위 중반의 중견그룹으로 새한그룹으로 정식 출범하였으며 제일합섬의 후신인 (주)새한을 모기업으로 새한미디어가 주요 계열사였다.

## 그룹의 부실 원인
새한은 삼성에서 분리해 그룹을 형성한 직후부터 당시의 경기 호황에 따라 바로 대대적인 사업확장에 나섰다. ㈜새한은 1990년대 중반부터 수년간 구미공장에 1조원을 투자하였지만 섬유/필름사업의 침체로 그룹의 앞날에 먹구름을 드리웠다.
삼성에서 분리될 당시 흑자기조를 지키던 제일합섬이 ㈜새한으로 바뀐 뒤, 1998년까지 구미2공장의 화학섬유필름 부문에 1조원을 퍼붓는 등 설비투자를 늘리면서 금융비용이 눈덩이처럼 늘었다. 그러다 시장침체로 가격이 하락하자 1999년 일본 도레이에 이 부문을 6,000억 원이라는 헐값에 매각하였다.
또 새한은 1997년 이후 `그룹 모양새'를 갖추기 위하여 주력부문과 관계 없는 업종의 계열사를 그대로 끌고가는 등 구조조정을 등한시하였는데 새한의 '문어발'은 조경사업의 신영인더스트리, 콘크리트 제조업의 새한마텍(새한콘크리트), 운송업의 새한로직스 등 10여개가 넘었다.
새한미디어도 비디오 사업의 성장성이 높다는 판단아래 시장의 정점이던 1995년 대규모 설비투자에 나섰으나 비디오테이프 산업의

## 워크아웃 신청
새한은 금융시장에서 자금난을 겪고 있다는 소식이 확산되어 일부 종금사가 자금 회수에 나설 조짐을 보이자 2000년 5월 12일 이사회에서 구조조정 단행을 결정했다.
이어 5월 16일 최정덕 사장이 공식 발표를 통하여 계열사 12개를 3개로 축소하고 마포사옥과 경산공장부지 등 계열사 지분 및 자산매각 등을 통해 5000억원의 재원을 조달하기로 했다.
하지만 위기 극복의 의지를 위해 사재출연 및 경영권 이양 등의 방안이 제기됐으나 모두 실현되지 않아 시장의 불신을 해소하지 못하였으며 실질적인 경영은 하지 않고 상징적으로 회장 직위를 가지고 있던 이영자 회장만을 퇴진시키고 부실경영에 책임이 있는 이재관 부회장은 계속 경영권을 행사하려 하였다.
이에 채권단에서 대출연장 거부 등 압박을 가해 결국 (주)새한, 새한미디어(주) 등은 2000년 5월 18일 워크아웃을 신청하였다. 이후 오너 일가가 주식포기 각서 제출 후에 워크아웃이 승인, 개시되어 계열사는 모두 매각하거나 청산되었다.

## 계열사
- (주)새한 - 옛 제일합섬, 웅진그룹에 피인수 후 웅진케미칼(주)로 사명 변경하였으나 도레이첨단소재로 재매각되어 도레이케미칼(주)로 사명 변경 후 도레이첨단소재에 피합병
  - 패션사업부문 - 에리트베이직로 종업원 지주회사를 거쳐 패션그룹형지에 피인수. 현 형지엘리트
  - PET사업부문 - 새한프라텍으로 옛 대경인더스트리이며 현재 대표이사가 독자 경영중.
  - 반도체소재부문 - 새한마이크로닉스로 분사 후 (주)이녹스로 사명 변경
  - 2차전지사업부문 - 새한에너테크로 분사 후 에너원에 매각되어 에너테크인터내셔날로 사명 변경
  - 필름사업부문 - 일본도레이와 합작으로 도레이새한 설립
- 도레이첨단소재(주)- (주)새한과 일본 도레이사가 40:60 합작법인인 도레이새한으로 설립되었으나 일본 도레이사가 (주)새한 지분을 전량 인수
- 새한디엔시(주) - 한신코퍼레이션에 동방빌딩 매각 후 청산
- (주)한국케이블TV새로넷방송 - 개인에게 매각 후 현대HCN에서 재인수. 현 HCN새로넷방송.
- 새한전자(주) - 새한미디어(현 코스모신소재) 자회사에서 지분투자회사로 변경. 대표이사가 독자 경영중.
- (주)신영인더스트리 - 현재 (주)래딕스플래닝으로 사명변경하였으며 카세트테이프 부품 사업을 새한전자(주)에 사업양도하고 창업주의 딸이 경영 중.
- 제일시바가이기(주) - 다우케미칼 계열의 다우유럽홀딩스N.V에 매각. 현 퍼시픽에폭시
- 새한미디어(주) - GS그룹 방계 기업집단인 코스모그룹 코스모화학에 인수되어 코스모신소재로 사명 변경.
- 새한건설(주) - (주)새한 합병, 웅진그룹에 매각 후 수처리사업부만 코웨이주식회사(구 웅진코웨이)로 영업 양도
- 새한마텍(주) - 대림그룹에 매각. 현 대림 C&S 충주공장
- 새한텔레콤(주) - 청산
- 새한로직스(주) - 웅진그룹에 매각되어 웅진로지스틱스로 사명변경 후 북센에 피합병.
- 디지털미디어 - 청산
- 새한정보시스템(주) - (주)새한과 새한미디어에서 보유 지분 전량을 도레이첨단소재에 매각, MP3사업부문은 엠피맨닷컴으로 분사 후 (주)레인콤에 매각. 현 TAK정보시스템(주)
- 새한에이캠(주) - 옛 에이켐으로 삼성그룹에 매각되어 에이스디지텍으로 존재하다 제일모직에 합병됨.
- DSI(주) - (주)새한과 인비스타(옛 듀폰 스펀텍스사업부문)가 스펀덱스 생산/판매법인으로 합작설립하였으나 청산